# Tomnäs
Tomnäs är en by i Torsångs socken i Dalarna, sedan 1971 i Borlänge kommun.
Tomnäs ligger på en halvö i sjön Runn, mellan Ornäs och Kyna.